# Équipe des Samoa américaines féminine de basket-ball
Maillots
L'équipe des Samoa américaines de basket-ball féminin est l'équipe nationale qui représente les Samoa américaines dans les compétitions internationales de basket-ball féminin. 
Leurs meilleures performances enregistrées le sont dans les Jeux du Pacifique avec une médaille d'or en 2019 et des médailles d'argent dans les éditions 2007 et 2015.
.